# Агава (річка)
Агава — річка в окрузі Алгома, Онтаріо, Канада, яка впадає в затоку Агава на озері Верхньому біля громади Агава-Бей, на південь від Вави, Онтаріо.

## Економіка
Центральна залізниця Алґоми провадить екскурсійний залізничний маршрут, початковою точкою якого є місто Су-Сент-Марі, Онтаріо. Маршрут проходить через каньйон Агава з кількома короткими зупинками і тривалою зупинкою в мальовничому Парку каньйону Аґава на річці Агава. Гирло та низів'я річки і вся затока Аґава розташовані в провінційному парку озера Верхнього.